# Černý Důl
Černý Důl là một chợ huyện thuộc huyện Trutnov, vùng Královéhradecký, Cộng hòa Séc.